# État-major de force no 4
L’état-major de force n° 4 (EMF4) était un état-major de force opérationnelle, de niveau 2 (division) qui a été créé le 1er juillet 2000 au quartier Beaublanc, rue Jean-Macé à Limoges. Il était subordonné au commandement des forces terrestres de Lille. Son corps de soutien était le 15e bataillon du train, également stationné à Limoges. L'EMF 4 est dissous en 2011.

## Insigne
« Épée d'argent gardée d'or placée en pal derrière un bouclier de gueules à un vol renversé broché d'un poing tenant quatre éclairs d'or » avec le blason de la ville de Limoges.